# 向城路站
向城路站位于中华人民共和国上海市浦东新区福山路与浦电路交叉口地下，是上海地铁4号线的地铁车站。车站原名浦电路站，与6号线的同名车站位置相近但并不相通，也不能在两站间换乘。2024年9月21日上海地铁将本站改为现名。

## 车站构造

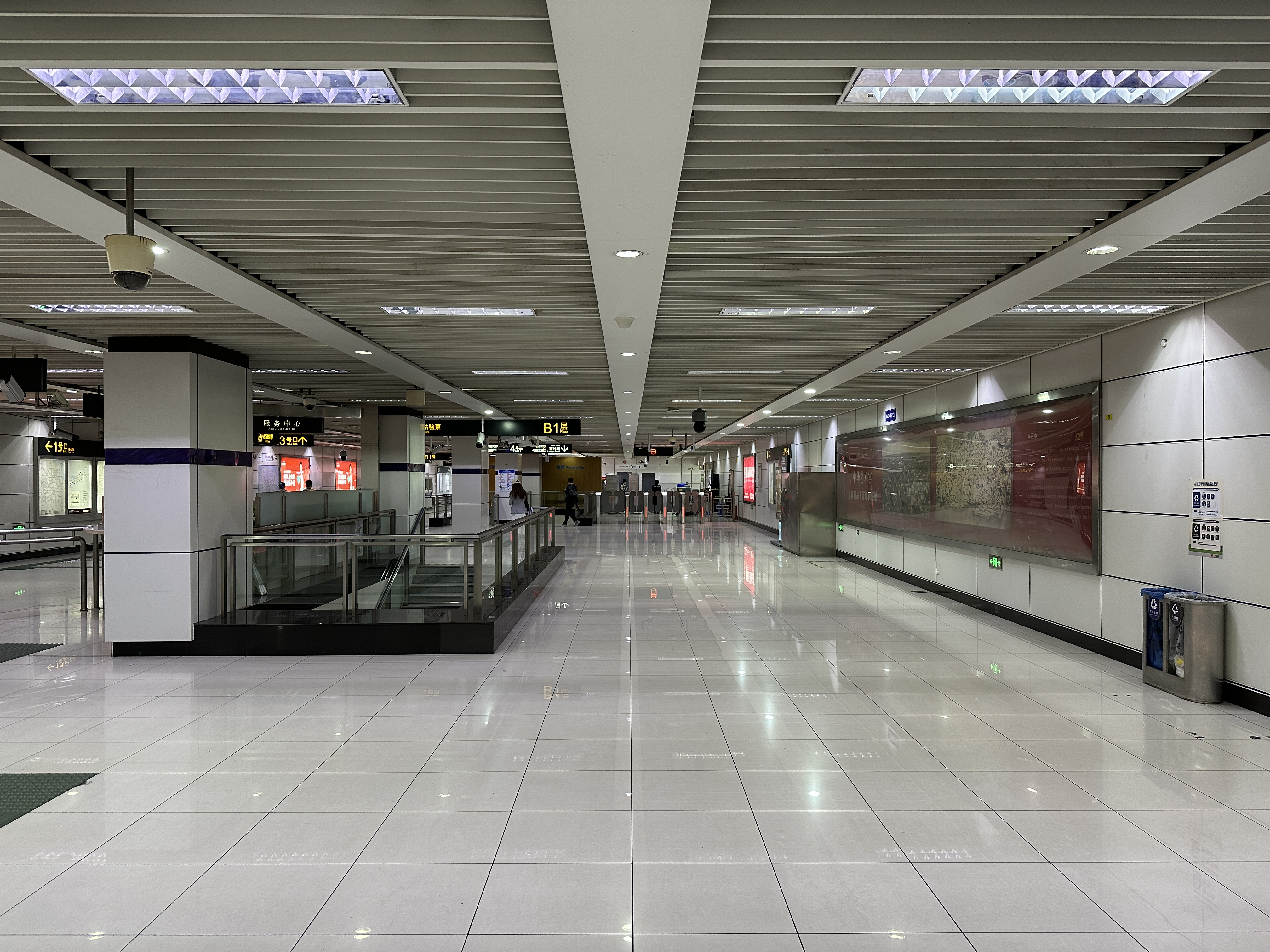
站厅

### 楼层分布
| 地面层   | 出入口             | 1-3出入口                        |  |  |
| 地下一层 | 站厅               | 票务服务、自动售票机、人工服务台 |  |  |
| 地下二层 | ①站台              | █ 4号线 外环（世纪大道）         |  |  |
|          | 岛式站台，左侧开门 |                                  |  |  |
|          | ②站台              | █ 4号线 内环（蓝村路）           |  |  |

## 车站出口
向城路站共设3个出入口，近3号出口设地下连通道通向毗邻的浦电路世纪联华，各出入口如下所示：
| 出口编号            | 出口指示         | 照片 |
| ------------------- | ---------------- | ---- |
| 1 · 出口            | 福山路           |      |
| 2 · 出口 · （设有） | 浦电路，世纪大道 |      |
| 3 · 出口            | 浦电路，东方路   |      |
| 图例： 设有         |                  |      |

## 公交换乘
169、736